# أبو مندور
أبو مندور، قرية رئيسية تابعة لمركز دسوق التابع لمحافظة كفر الشيخ في جمهورية مصر العربية.

## الوحدة المحلية بقرية أبو مندور

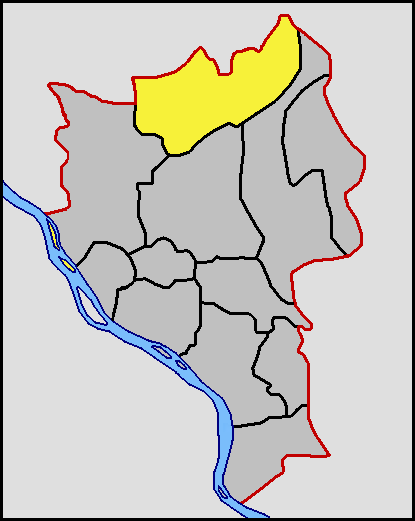
موقع الوحدة المحلية بأبو مندور بالنسبة لمركز دسوق.

القرية الرئيسية هي قرية أبو مندور، ويتبعها 2 قرى فرعية و50 عزبة وكفر ونجع:
- أبو مندور
- النوايجة
- المندورة

## توابع القرية
- ثروت الشرقية
- ثروت الغربية
- زكي حنا
- أبو النضر
- الصايغ
- الجوايشة
- حجاج
- المراغة الشرقية
- المراغة الغربية
- الأبعادية
- البياض
- قرى الطراوي
- أبو يدك
- حسن الزيني
- عرفان
- إبراهيم شتا
- محمد جاويش
- عزام

## السكان
حسب إحصاءات عام 2006، بلغ عدد سكان محلة أبو مندور 17,426 نسمة، منهم 8,959 ذكر و8,467 أنثى.